# Ploceus bojeri
Ploceus bojeri là một loài chim trong họ Ploceidae.